# Distretto di Karakum
Il distretto di Karakum è un distretto del Turkmenistan situato nella provincia di Mary. Ha per capoluogo la città di Karakum.